# Вудсток (Вермонт)
Вудсто́к — небольшой курортный город в Соединённых Штатах Америки. Расположен в округе Уинсор штата Вермонт, административный центр округа. По переписи 2000 года в городе проживало 3232 человека. Город знаменит уникальной архитектурой своих домов и церквей. В своё время Вудсток был назван «самым симпатичным из всех маленьких городов Америки».

## География
Вудсток находится в центральной части штата Вермо́нт, называемого также «штатом Зелёных гор». Город расположен в низине между несколькими со́пками, полностью покрытых сме́шанным лесом. Общая площадь города — 115.6 км², из них 115,3 км² являются землей и 0,3 км² — водной поверхностью. Через город протекает Оттаквичи.

## Население
Согласно переписи 2000 года, всего в Вудстоке было 1388 домашних хозяйств, проживало 3232 человека (877 семей). Плотность населения составляла 28.0 человека на км².
Национальный (расовый) состав: 98,08 % — белые, 0,8 % — латиноамериканцы, 0,62 % — выходцы из Азии, 0,40 % — афроамериканцы, 0,22 % — американские индейцы, 0,25 % — представители другой расы, 0,43 % — представители двух или более рас.
Возрастной состав населения: 20,7 % — моложе 18 лет, 4,9 % — от 18 до 24 лет, 23,9 % — от 25 до 44 лет, 31,7 % — от 45 до 64 лет, и 18,8 % — 65 лет и старше. Средний возраст жителей Вудстока составлял 45 лет. На каждые 100 женщин приходилось 94.0 мужчин.
Средний уровень доходов для домашнего хозяйства в городе составлял 47,143 долларов США в год. Для семьи тот же показатель был равен $57,330. Мужчины в среднем за год зарабатывали $33,229, а женщины — $26,769. Доход на душу населения для города составлял 28,326 долларов США.

## Туризм
Вудсток является круглогодичным курортом. Практически вся экономическая деятельность в городе так или иначе связана с туризмом. В городе расположены многочисленные мини-отели, рестораны и бары, кондитерские, картинные галереи, книжные магазины, сувенирные лавки.

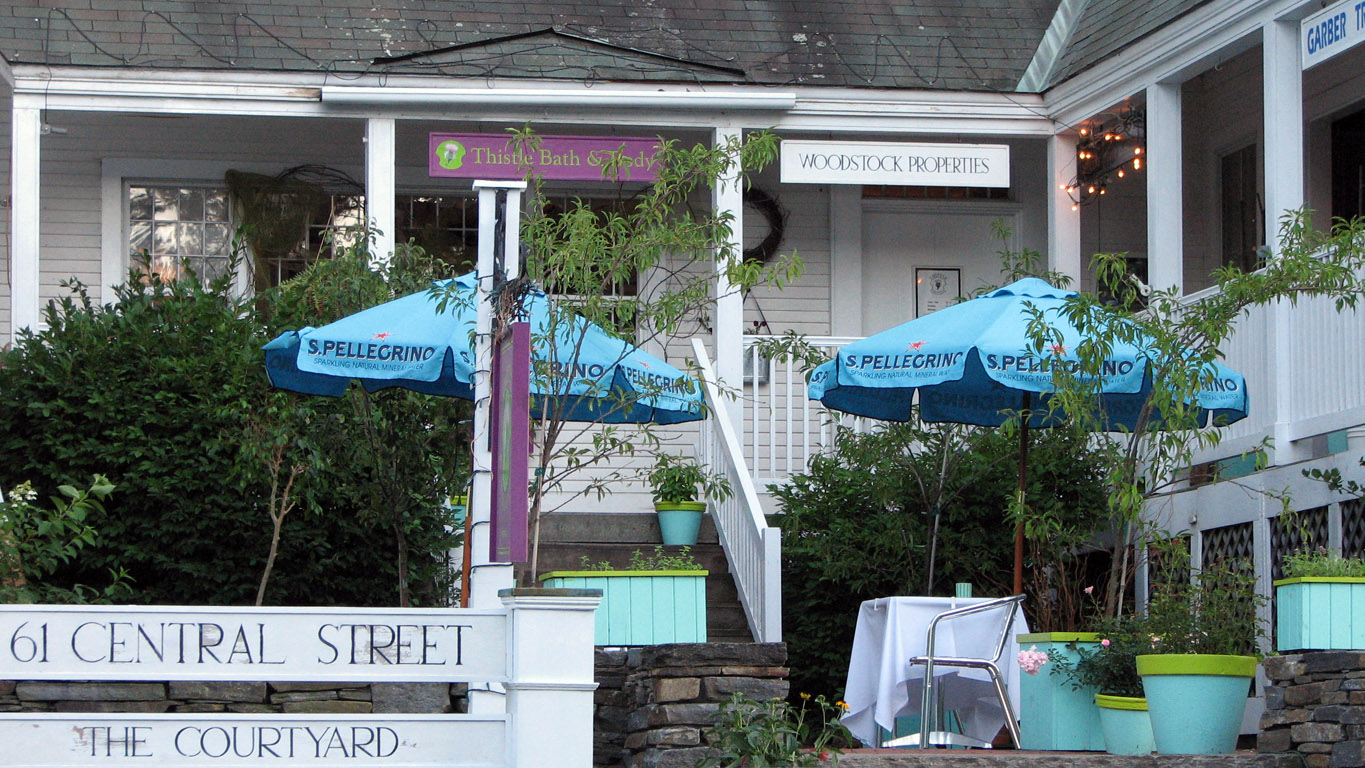
Кафе на Центральной улице Вудстока

Центром туристической жизни является главный отель города — четырёхзвёздочный «Вудсток Инн энд Рисот» Woodstock Inn & Resort. Отелю принадлежат бар и два ресторана, собственный гольф-клуб, фитнес-центр, spa-центр, лыжный комплекс «Suicide 6» с несколькими спусками и подъёмниками, а также одна из главных достопримечательностей Вудстока — Музей-ферма «Billings Farm and Museum».
Вудсток граничит с Национальным историческим парком Рокфеллера (Marsh-Billings-Rockefeller National Historical Park) — единственным национальным парком штата Вермонт. Попасть туда можно прямо из города по пешей зигзагообразной тропе, ведущей к вершине одной из ближайших сопок, за которой и начинается национальный парк.
В окрестностях Вудстока произрастает «сахарный клён», из которого местные фермеры делают всемирно известный кленовый сироп, являющийся самым популярным сувениром из Вермонта.

## Галерея

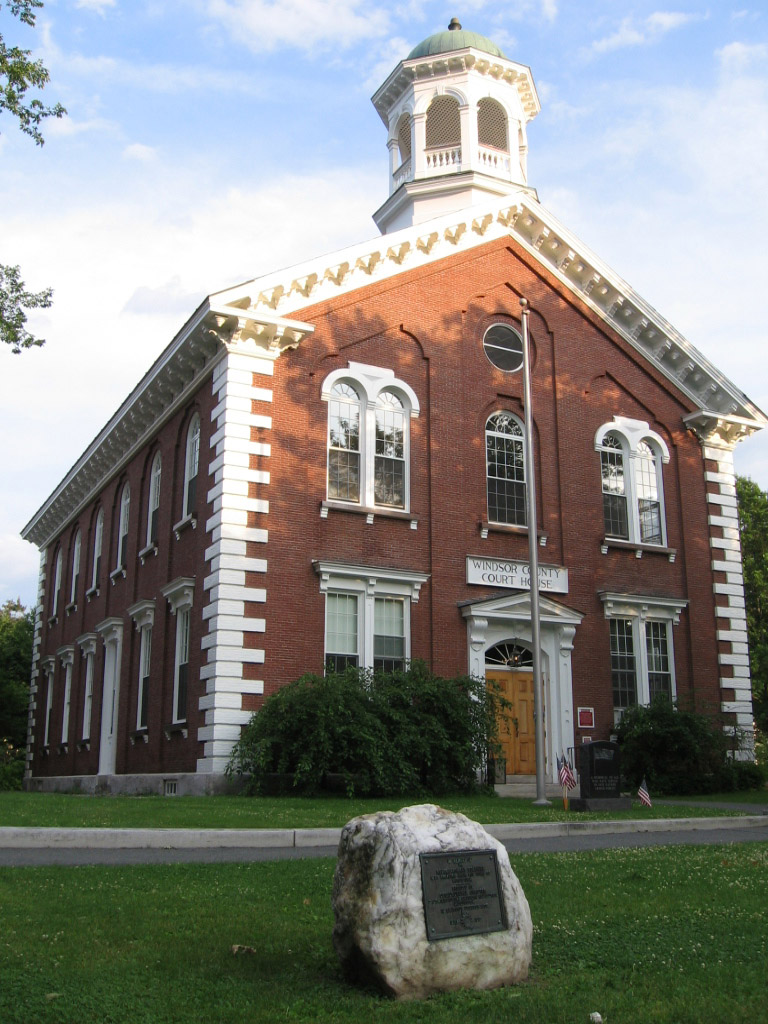
Здание суда
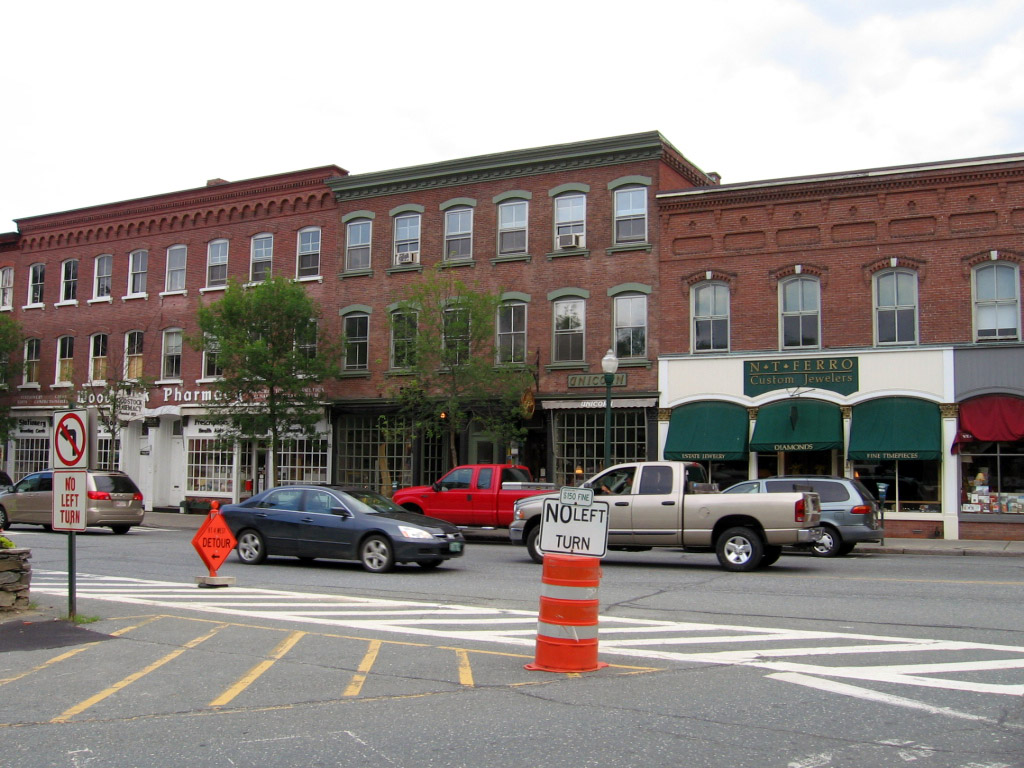
Центральная улица
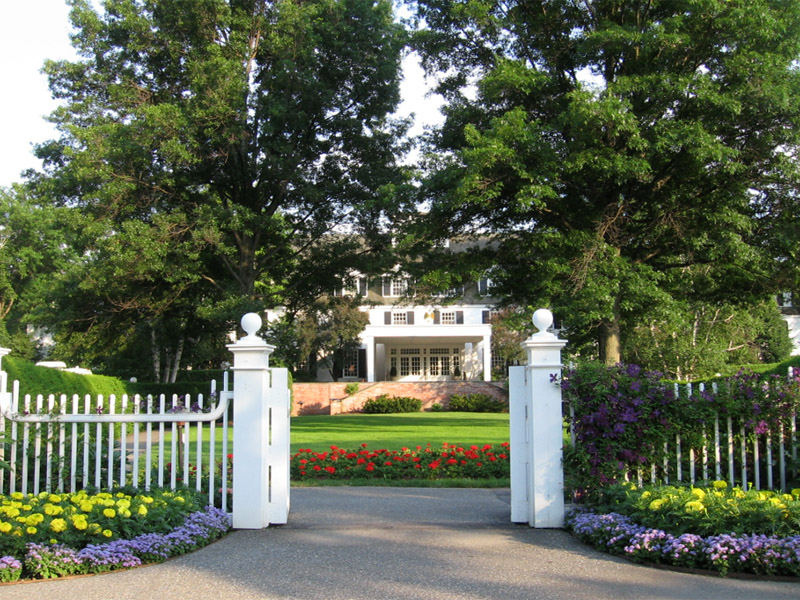
Woodstock Inn
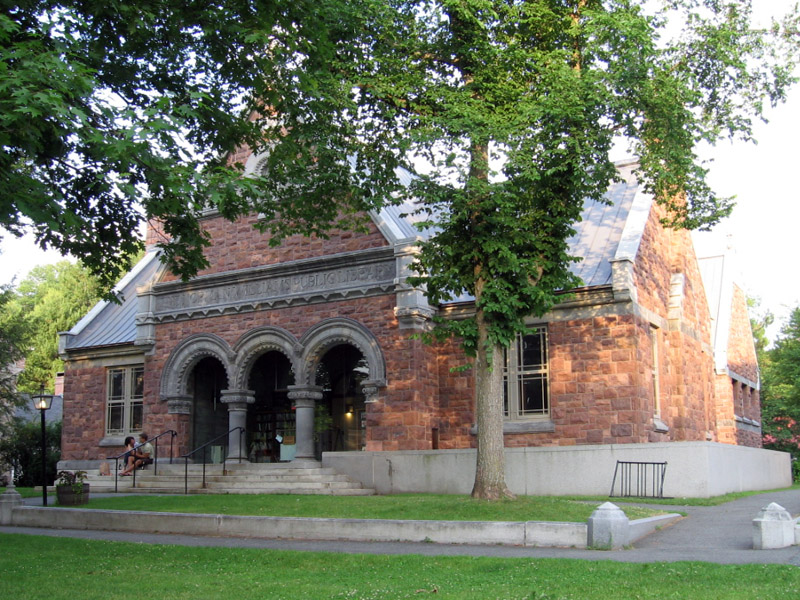
Местная библиотека